# Commanderie de Temple Combe
La commanderie de Temple Combe (ou Combe Templariorum) est un commanderie templière avant de devenir une commanderie hospitalière. Elle a été créée en 1185 à Templecombe, dans le Somerset, en Angleterre.

## Histoire
L'un des manoirs de la paroisse de Templecombe, détenu par le comte Léofwine Godwinson, est attribué à l'évêque Odon de Bayeux après la Conquête normande de l'Angleterre. C'est son descendant Serlon FitzOdon qui l'accorde aux Templiers qui fondent une commanderie dans le village en 1185,.
La commanderie sert de centre administratif pour les terres détenues par les Templiers dans le Sud-Ouest de l'Angleterre et dans les Cornouailles. Elle sert peut-être aussi de terrain d'entraînement aux hommes et aux chevaux pour les croisades.
Après la suppression de l'ordre des Templiers en 1307, Templecombe est confié aux chevaliers de Saint-Jean, qui le détiennent jusqu'à la dissolution des monastères au XVIe siècle.
Une tentative pour redécouvrir «le village des templiers» a été faite par l'émission de télévision archéologique Time Team . 